# Autogram
Autogram – szesnasty studyjny album serbskiej piosenkarki Svetlany Cecy Ražnatović. Album został wydany 25 czerwca 2016 roku nakładem wytwórni Ceca Music.
24 czerwca 2016 swoją radiową premierę miały piosenki Autogram oraz Cigani. Piosenka Autogram została wyemitowana w stacji Radio Pink, natomiast utwór Cigani w stacji Radio S3.

## Lista utworów
| Nr  | Tytuł utworu                        | Słowa                                   | Muzyka               | Długość |
| --- | ----------------------------------- | --------------------------------------- | -------------------- | ------- |
| 1.  | „Autogram”                          | Marina Tucaković, Milan Radulović       | Damir Handanović     | 3:04    |
| 2.  | „Dobrotvorne svrhe”                 | Marina Tucaković                        | Bojan Vasić          | 3:30    |
| 3.  | „Didule”                            | Marina Tucaković                        | Damir Handanović     | 3:21    |
| 4.  | „Metar odavde (feat. Tropico Band)” | Marina Tucaković, Aleksandar Tomić      | Bojan Vasić          | 3:31    |
| 5.  | „Luda za sebe”                      | Marina Tucaković                        | Zoran Kiki Lesendrić | 3:01    |
| 6.  | „Trepni”                            | Marina Tucaković                        | Bojan Vasić          | 4:05    |
| 7.  | „Netačan odgovor”                   | Marina Tucaković                        | Damir Handanović     | 3:25    |
| 8.  | „Jadna ti je moja moć”              | Marina Tucaković                        | Damir Handanović     | 3:08    |
| 9.  | „Cigani”                            | Marina Tucaković, Lijljana Jorgovanović | Damir Handanović     | 3:25    |
| 10. | „Anđeo drugog reda”                 | Marina Tucaković, Lijljana Jorgovanović | Damir Handanović     | 3:09    |
| 11. | „Nevinost”                          | Biljana Spasic                          | Husein Alijević      | 4:19    |
|     |                                     |                                         |                      | 37:58   |